# Louis François (luchador)
Louis François (Lavaveix-les-Mines, Francia, 24 de julio de 1906-15 de noviembre de 1986) fue un deportista francés especialista en lucha grecorromana donde llegó a ser medallista de bronce olímpico en Los Ángeles 1932.

## Carrera deportiva
En los Juegos Olímpicos de 1932 celebrados en Los Ángeles ganó la medalla de bronce en lucha grecorromana estilo peso gallo, tras el alemán Jakob Brendel (oro) y el italiano Marcello Nizzola (plata).